# 372-га піхотна дивізія (Третій Рейх)
372-га піхотна дивізія (Третій Рейх) (нім. 372. Infanterie-Division) — піхотна дивізія Вермахту, що входила до складу німецьких сухопутних військ у роки Другої світової війни.

## Історія з'єднання
372-га піхотна дивізія була сформована 20 березня 1940 року в Радомі (окупована Німеччиною Польща) в ході 9-ї хвилі мобілізації вермахту. Її штабний персонал комплектувався за рахунок особового складу 581-ї оберфельдкомендатури (нім. Oberfeldkommandantur 581) у Берліні-Вільмерсдорфі. Спочатку дивізія складалася з трьох піхотних полків під номерами 650-й, 651-й і 652-й, а також гаубичної артилерійської батареї, велосипедної роти та роти зв'язку. Особовий склад комплектувався в основному зі призовників старших вікових груп, які були призвані під час загальної мобілізації у вересні 1939 року.
30 квітня військові дивізії влаштували засідку та вбили Генрика Добжанського, першого великого партизанського лідера в окупованій Німеччиною Польщі.
30 червня 1940 року дивізію було перевезено назад до Німеччини для підготовки її розформування, після французької капітуляції наприкінці червня 1940 року. 10 липня 1940 року з полків 372-ї дивізії було сформовано три охоронні батальйони (також під номерами 650-й, 651-й і 652-й). 20 серпня 1940 року дивізія була офіційно розпущена у IV військовому окрузі. Штаб дивізії 1 серпня 1940 року став основою формування 372-ї оберфельдкомендантури у Кельці, тоді як особовий склад піхотних полків був розподілений між окремими батальйонами.

## Райони бойових дій
- Польща, Німеччина (березень — грудень 1940)

## Командування

### Командири
- генерал-лейтенант, пізніше генерал піхоти Альфред Бем-Теттельбах (20 березня — 31 грудня 1940)

### Підпорядкованість
| Час        | Корпус | Армія | Група армій (округ)                            | Штаб                |
| ---------- | ------ | ----- | ---------------------------------------------- | ------------------- |
| 1940       |        |       |                                                |                     |
| 20 березня |        |       | Командування Центрального прикордонного району | Польща              |
| липень     |        | 18 А  | ОКГ                                            | IV військовий округ |

### Склад
| 1940                                   |
| -------------------------------------- |
| 650-й піхотний полк                    |
| 651-й піхотний полк                    |
| 652-й піхотний полк                    |
| 372-га гаубична артилерійська батарея  |
| 372-га протитанкова батарея            |
| 372-й велосипедний ескадрон            |
| 372-га дивізійна рота зв'язку          |
| 372-ге дивізійне управління постачання |